# Andon Pano
Andon Pano (ur. 10 kwietnia 1921 w Stambule, zm. 24 kwietnia 1993 w Tiranie) – albański aktor i reżyser.

## Życiorys
Urodził się w Stambule, skąd w dzieciństwie wraz z rodziną przeniósł się do wsi Selçe k. Gjirokastry. Uczył się w szkole pedagogicznej w Elbasanie, pod kierunkiem wybitnego albańskiego filologa Aleksandra Xhuvaniego. W tej szkole po raz pierwszy występował w amatorskiej grupie artystycznej. W czasie okupacji niemieckiej związał się z ruchem oporu i był jednym ze współtwórców teatru partyzanckiego. Uczył się sztuki aktorskiej pod kierunkiem Sokrata Mio. W 1945 znalazł się w grupie aktorów, którzy tworzyli pierwszy zespół Teatru Ludowego (Teatri Popullor) w Tiranie. Na inaugurację teatru wystawiono komedię Topaz Marcela Pagnola, w którym Pano zagrał jedną z głównych ról. Grał główne role w dramatach albańskich, ale także w sztukach Moliera (Skąpiec) i Gogola (Rewizor) Od lat pięćdziesiątych coraz częściej zajmował się reżyserią teatralną, należał także do pionierów albańskiej pantomimy. Przez krótki okres kierował Teatrem Ludowym (alb. Teatri Popullor) i Teatrem Kukiełkowym (alb. Teatri te Kukullave).
W 1958 r. wystąpił w pierwszym albańskim filmie fabularnym Tana, w którym grał rolę przewodniczącego kołchozu.
W 1955 r. został uhonorowany tytułem Zasłużonego Artysty (alb. Artist i Merituar).
Był żonaty (żona Zina Andri).